# イベリアン山
イベリアン山（イベリアンさん、Iverian Mountain or Iberian Mountain）は、ジョージア内アブハジアのノヴィ・アフォンにある山である。標高344m。頂上にはアナコピア要塞遺跡がある。ノヴィ・アフォン洞窟が近くに位置している。

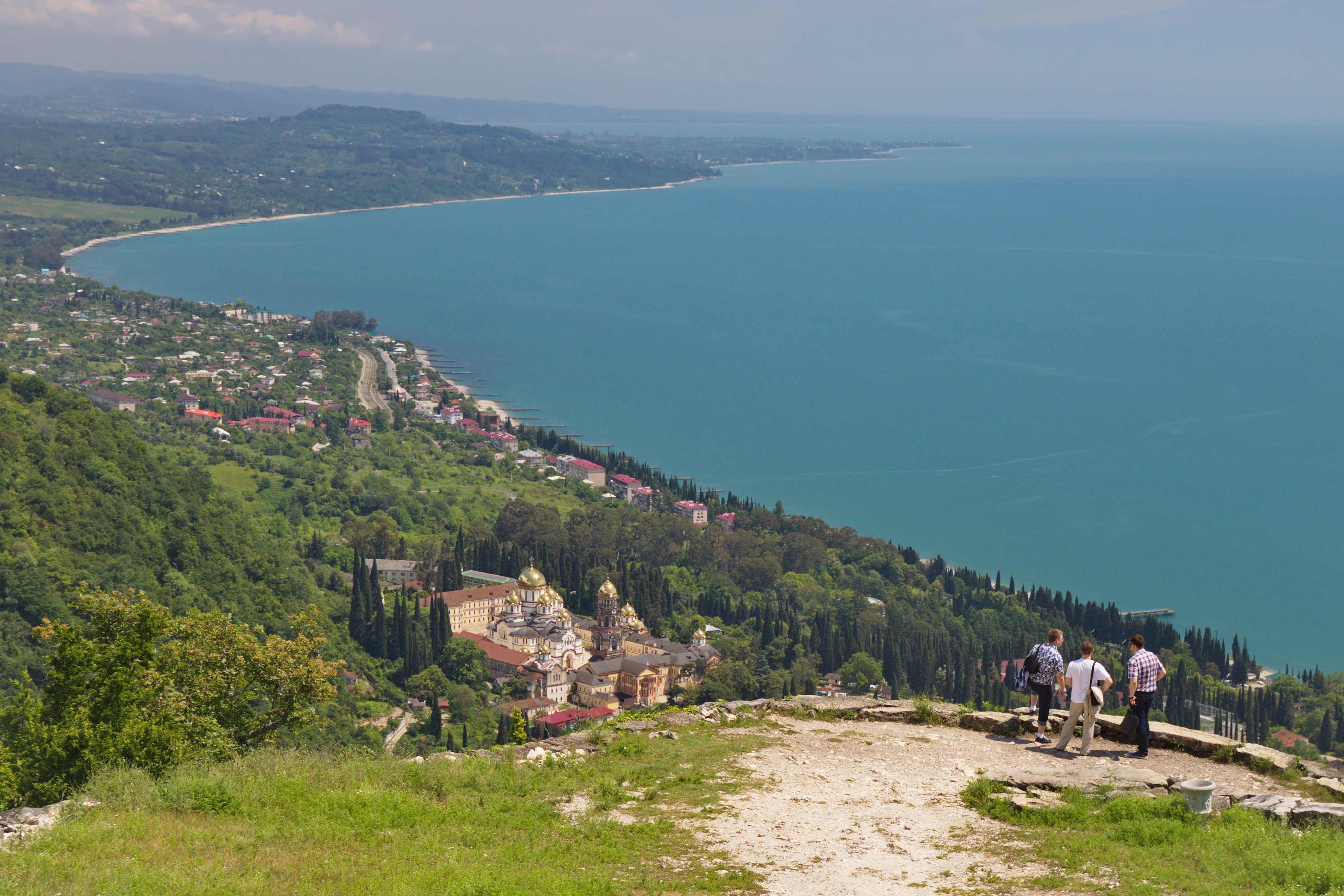
イベリアン山からの眺望